# Câu lạc bộ bóng đá Quân khu 7
Câu lạc bộ bóng đá Quân khu 7 (hay viết tắt là QK7) là một đội bóng thuộc biên chế của Bộ Quốc phòng, có trụ sở tại Thành phố Hồ Chí Minh. Câu lạc bộ chọn sân vận động Quân khu 7 của Quân khu 7 làm sân nhà
Trước kia, người hâm mộ Việt Nam thập niên 90 cũng đã biết đến cái tên Quân khu 7 thi đấu ở các giải đấu trong khuôn khổ bóng đá Việt Nam với biệt danh "Vua hạng nhất".
Quân khu 7 từng thi đấu ở giải hạng Nhất Việt Nam mùa bóng 2008 sau nhiều năm ngụp lặn ở các giải đấu dưới, cũng như ở giải hạng nhì quốc gia.

## Tuyên bố giải thể của Tổng Tham mưu trưởng Nguyễn Khắc Nghiên
Ngày 03/10/2011, theo Quyết định số 1733/QĐTM do Thượng tướng Nguyễn Khắc Nghiên – Tổng Tham mưu trưởng, đội đã bị giải thể do nhận thấy đầu tư tốn kém, lại không hiệu quả, trong khi nếu cân đối, điều chuyển số ngân sách ấy cho các môn thể thao khác thì sẽ thu được những kết quả khả thi hơn.